# Крупський (Гулькевицький район)
Крупський (рос. Крупский) — хутір у Гулькевицькому районі, Краснодарський край.
Входить до складу сільського поселення Вінці-Зоря (від Венци-Заря).
Поблизу хутора Крупський бере початок озерна річка Самойлова Балка, приплив річки Кубані.

## Вулиці
- вул. Дружби,
- вул. Миру.